# Rhinella tacana
Rhinella tacana is een soort kikker uit de familie padden (Bufonidae).

## Naamgeving
De soort werd voor het eerst wetenschappelijk beschreven door José Padial in 2006. Oorspronkelijk werd de wetenschappelijke naam Chaunus tacana gebruikt. Rhinella tacana behoort verder tot de Rhinella veraguensis- groep. De soorten uit deze groep werden lange tijd tot het geslacht Bufo gerekend, later tot het niet meer erkende geslacht Chaunus.

## Uiterlijke kenmerken
De kop-romplengte bedraagt 30,6 tot 34,2 mm, de lengte van het hoofd 9,1 tot 9,9 mm, de breedte 9,4 tot 10,8 mm, de diameter van het oog 3,1 tot 3,5 mm, de voorarmlengte 6,8 tot 8,3 mm, de tibialengte 11,6 tot 12,7 mm, en de lengte van de voet 12,6 tot 14,2 mm.
Het is een vrij kleine soort met een langwerpig en stevig lichaam. De kop is klein, de snuit is relatief kort. Deze soort heeft lange, slanke poten. Aan de bovenzijde van het lichaam zijn kleine, ronde wratten aanwezig. De tweede vinger van de voorpoot is langer dan de eerste. Bij levende dieren is de iris groen van kleur.

## Verspreiding en habitat
Rhinella tacana leeft in delen van Zuid-Amerika en komt endemisch voor in Bolivia. De kikker is alleen bekend van de Serranía Eslabón in het Boliviaanse departement La Paz. De soort is genoemd naar de Tacana-stam, die in hetzelfde gebied leeft als waar de pad voorkomt. Deze soort lijkt het meest op een onbeschreven soort uit Peru.
Deze soort is bekend van twee nabijgelegen locaties in vochtig bergregenwoud op 1500 m hoogte. Het dier kan in bomen klimmen. R. tacana komt samen met een aantal andere kikkers en padden voor: Atelopus tricolor, Epipedobates bolivianus, Hyalinobatrachium bergeri, Hyloscirtus armatus, Hypsiboas balzani, Eleutherodactylus danae en E. madidi.